# Роман Болбочан
Роман Болбочан (рум. Roman Bolbocian; нар. 13 травня 1987, Кишинів, Молдова) — молдовський та грецький футболіст, півзахисник кіпріотського клубу «Дігеніс Акрітас».

## Життєпис
Народився в Кишиневі, але в 10-річному віці разом з родиною переїхав до Греції. Вихованець академії «Шкоди» (Ксанті), а в 2005 році переведений до першої команди. У цей же час отримав грецьке громадянства. Проте заграти в першій команді не зміг. З 2007 по 2008 рік перебував у заявці «Астераса», але також не зміг отримати ігрової практики в клубі. Потім виступав за нижчоліговий грецький клуб «Ілуполіс». На початку березня 2010 року перейшов до болгарського |«Локомотива», але не зміг у пловдивському клубі зіграти жодного офіційного матчу. На початку липня 2010 року переїхав на Кіпр. Виступав за скромні місцеві клуби «Дігеніс», «Чалканорас Ідаліу» та «Епліда Ксілофагу». З лютого по липень 2015 року захищав кольори нижчолігового грецького колективу «Фокікос». У липні 2015 року повернувся на Кіпр, виступав за «Епліда Ксілофагу» та АСІЛ. З липня 2018 року захищає кольори «Дігеніса».
Виступав за юнацьку та молодіжну збірну Молдови. Також викликався до табору національної збірної країни, але не зіграв жодного матчу за неї.